# Fangjia (köping i Kina, Sichuan)
Fangjia (kinesiska: 方家镇, 方家) är en köping i Kina. Den ligger i provinsen Sichuan, i den sydvästra delen av landet, omkring 66 kilometer söder om provinshuvudstaden Chengdu.
Genomsnittlig årsnederbörd är 1 222 millimeter. Den regnigaste månaden är juli, med i genomsnitt 338 mm nederbörd, och den torraste är december, med 9 mm nederbörd.